# 金上盛備
金上盛備是戰國及安土桃山時代的武將。蘆名氏一族・金上氏第15代當主。越後國蒲原郡津川城主，遠江守。以卓越的政治手腕獲有「蘆名的首席執政」稱讚。

## 生涯
生於大永7年（1527年），為金上氏第14代當主金上盛信的兒子。
天正6年（1578年）御館之亂時，跟隨蘆名盛氏支援上杉景虎方，並攻陷蒲原安田城。盛氏死後，仍獲得後繼者蘆名盛隆的重用。天正9年（1581年），越後發生新發田重家之亂，跟隨盛隆支援重家，與上杉景勝軍作戰。同年上洛後，敘任從五位下遠江守。並拜謁織田信長，協助盛隆獲得信長的稱讚「盛隆是三浦家的棟梁（三浦介）」（金上氏與蘆名氏同出自桓武平氏三浦氏）。蘆名家在名義上成為了三浦氏嫡流，而盛備也因功被任命為遠江守。由此，蘆名盛隆穩定了家中的形式，而盛備也更加為主公所倚賴。
天正14年（1586年），蘆名龜王丸去世，家臣對於應該從伊達氏或佐竹氏迎來養嗣子繼承而爭論不休。盛備由於是盛氏時代以來的元老功臣，強制從佐竹氏迎來結城義廣繼承蘆名家（這是由於伊達政宗放棄了原先伊達輝宗「聯合蘆名對抗上杉」的政策方針，因此拒絕迎來伊達政宗的弟弟小次郎成為繼承人）。
此後，跟隨義廣而來的大繩・刎石・平井等佐竹家臣，與蘆名的譜代家臣團之間，漸漸產生隔閡，同時弱化了蘆名氏的實力，更在伊達政宗的調略下，漸漸有家臣成為伊達家的内應。
天正15年（1587年），為救援小田切盛昭的赤谷城（新發田重家的補給據點）而出陣，但遭到藤田信吉擊退，赤谷城陷落。在北越後的失敗，更加劇了蘆名家臣團的分裂，連在家中有著崇高威望的金上盛備也無能為力。
天正17年（1589年）6月5日，摺上原之戰爆發，由於家臣團的分裂，導致戰場上蘆名軍前後脫節，在前線奮戰的金上盛備等人拚命贏得的優勢遲遲無法轉為勝利。在後備部隊遭到小規模襲擊紛紛退走後，前軍終於支持不住開始潰敗，盛備隊被切斷退路，金上盛備遭到伊達軍片倉景綱隊的突擊而戰死。享年63岁。